# 中津駅名店街
中津駅名店街（なかつえきめいてんがい）は、大分県中津市のJR中津駅に併設されているショッピングセンターである。

## 沿革
- 1978年（昭和53年）10月29日 - 日本国有鉄道が敷地を提供し、中津市商工会議所などの出資により開業[1][2]。
- 2002年（平成14年） - JR九州の直営事業となる[2]。
- 2008年（平成20年）12月18日 - 空き店舗の増加に伴い、残りの店舗を改札口附近に集約し、全面改装[3]。

## テナント
- 中津市土産品販売組合 - 土産品
- 催事スペース
- 化粧室

以下は中津駅名店街と隣接する駅コンコース内の店舗。
- ファミリーマート（旧am/pm店舗）
- ダイハツ九州自動車展示コーナー

## 周辺の大型商業施設
- サンリブ中津
- ゆめタウン中津